# Кисинди
Кисинди́ (рос. Кысынды, башк. Ҡыҫынды) — присілок у складі Архангельського району Башкортостану, Росія. Входить до складу Краснозілімської сільської ради.
Населення — 304 особи (2010; 365 в 2002).
Національний склад:
- башкири — 93 %